# Якоб К'єльдб'єрг
Якоб К'єльдб'єрг (дан. Jakob Kjeldbjerg, нар. 21 жовтня 1969, Віборг) — данський футболіст, що грав на позиції захисника.
Виступав, зокрема, за клуби «Сількеборг» та «Челсі», а також національну збірну Данії.

## Клубна кар'єра
У дорослому футболі дебютував 1985 року виступами за команду «Віборг», в якій провів два сезони у команді другого дивізіону, після чого 1987 року грав у складі команди третього дивізіону «Гольстебро», після чого повернувся у «Віборг», де провів ще три роки, останній з них у вищому дивізіоні.
Незважаючи на те, що за підсумками сезону «Віборг» посів останнє місце і вилетів з еліти, К'єльдб'єрга підписав вищолігвий «Сількеборг» завдяки хорошим виступам. У «Сількеборзі» він познайомився з тренером Вігго Єнсеном, який на той час очолював клуб, а також молодіжну збірну Данії, Якоб був призначений капітаном. У результаті під керівництвом Єнсена К'єльдб'єрг виріс із таланту в одного з найсильніших захисників у лізі та отримав виклик до національної збірної. Після видатного сезону 1992/93, у якому він забив сім голів у 31 грі чемпіонату і став одним із найбільш затребуваних гравців.
У серпні 1993 року К'єльдб'єрг перейшов до англійського «Челсі» за рекордну для клубу суму трансферу трохи менше 500 000 фунтів стерлінгів. Він дебютував у Прем'єр-лізі 17 серпня 1993 року в матчі з «Вімблдоном» (1:1), ставши лише другим датським футболістом, який грав за «Челсі» через 80 років після того, як Нільс Міддельбе дебютував за клуб у 1913 році. 7 травня 1994 року в матчі проти «Шеффілд Юнайтед» (3:2) Якоб забив свій перший гол у Прем'єр-лізі. Він також був регулярним гравцем «синіх» та сформував сильний дует центрбеків із норвежцем Ерландом Йонсеном, зігравши в тому числі і у фіналі Кубка Англії 1994 року проти «Манчестер Юнайтед». Завдяки своєму фізичному стилю гри в поєднанні з безумовною відданістю він став улюбленцем публіки під час свого першого сезону і досі вважається одним із найкращих придбань тодішнього граючого тренера Гленна Годдла. Наприкінці сезону 1994/95 він отримав серйозну травму коліна, яка змусила його достроково завершити кар'єру у віці 27 років після майже двох років одужання.

## Виступи за збірні
Виступав у складі юнацьких збірних Данії, з якими взяв участь у юнацькому U-16 чемпіонаті Європи у 1986 році та чемпіонаті Європи U-18 у 1988 році. Загалом на юнацькому рівні взяв участь у 40 іграх, відзначившись одним забитим голом.
Протягом 1989—1992 років залучався до складу молодіжної збірної Данії, з якою був учасником молодіжного чемпіонату Європи 1992 року в Італії, на якому данці дійшли до півфіналу. Всього на молодіжному рівні зіграв у 17 офіційних матчах, забив 1 гол.
1992 року захищав кольори олімпійської збірної Данії на футбольному турнірі Олімпійських ігор 1992 року у Барселоні. У складі цієї команди провів 3 матчі.
18 листопада 1992 року дебютував в офіційних матчах у складі національної збірної Данії у відбірковому матчі чемпіонату світу 1994 проти Північної Ірландії (1:0). У другому матчі 30 січня 1993 року в товариській грі проти збірної США (2:2) забив свій єдиний гол у національній збірній. Того ж року він зіграв у грі на Кубок Артеміо Франкі 1993 року проти Аргентини, де повністю вивів з гри Дієго Марадону, який тоді вважався найкращим гравцем світу, що викликало міжнародний резонанс. Втім данці програли матчі, поступившись у серії пенальті.. Загалом протягом кар'єри в національній команді, яка тривала 3 роки, провів у її формі 14 матчів, забивши 1 гол.

## Статистика виступів

### Статистика клубних виступів
| Сезон                  | Команда                | Чемпіонат              | Чемпіонат | Чемпіонат | Національний кубок | Національний кубок | Національний кубок | Континентальні кубки | Континентальні кубки | Континентальні кубки | Інші змагання | Інші змагання | Інші змагання | Усього | Усього |
| Сезон                  | Команда                | Ліга                   | Ігор      | Голів     | Ліга               | Ігор               | Голів              | Ліга                 | Ігор                 | Голів                | Ліга          | Ігор          | Голів         | Ігор   | Голів  |
| ---------------------- | ---------------------- | ---------------------- | --------- | --------- | ------------------ | ------------------ | ------------------ | -------------------- | -------------------- | -------------------- | ------------- | ------------- | ------------- | ------ | ------ |
| 1985                   | «Віборг»               | 2Д (ІІ)                | ?         | ?         | КД                 | ?                  | ?                  | -                    | -                    | -                    | -             | -             | -             | ?      | ?      |
| 1986                   | «Віборг»               | 2Д (ІІ)                | ?         | ?         | КД                 | ?                  | ?                  | -                    | -                    | -                    | -             | -             | -             | ?      | ?      |
| 1987                   | «Гольстебро»           | 3Д (ІІІ)               | ?         | ?         | КД                 | ?                  | ?                  | -                    | -                    | -                    | -             | -             | -             | ?      | ?      |
| 1988                   | «Віборг»               | 2Д (ІІ)                | ?         | ?         | КД                 | ?                  | ?                  | -                    | -                    | -                    | -             | -             | -             | ?      | ?      |
| 1989                   | «Віборг»               | 2Д (ІІ)                | ?         | ?         | КД                 | ?                  | ?                  | -                    | -                    | -                    | -             | -             | -             | ?      | ?      |
| 1990                   | «Віборг»               | 1Д                     | 26        | 1         | КД                 | ?                  | ?                  | -                    | -                    | -                    | -             | -             | -             | 26+    | 1+     |
| Усього за «Віборг»     | Усього за «Віборг»     | Усього за «Віборг»     | 26+       | 1+        |                    | ?                  | ?                  |                      | -                    | -                    |               | -             | -             | 26+    | 1+     |
| 1991                   | «Сількеборг»           | СЛ                     | 18        | 2         | КД                 | ?                  | ?                  | -                    | -                    | -                    | -             | -             | -             | 18+    | 2+     |
| 1991–92                | «Сількеборг»           | СЛ                     | 22        | 2         | КД                 | ?                  | ?                  | -                    | -                    | -                    | -             | -             | -             | 22+    | 2+     |
| 1992–93                | «Сількеборг»           | СЛ                     | 31        | 7         | КД                 | ?                  | ?                  | -                    | -                    | -                    | -             | -             | -             | 31+    | 7+     |
| 1993–94                | «Сількеборг»           | СЛ                     | 2         | 0         | КД                 | ?                  | ?                  | -                    | -                    | -                    | -             | -             | -             | 3+     | 0+     |
| Усього за «Сількеборг» | Усього за «Сількеборг» | Усього за «Сількеборг» | 73        | 11        |                    | ?                  | ?                  |                      | -                    | -                    |               | -             | -             | 73+    | 11+    |
| 1993–94                | «Челсі»                | ПЛ                     | 29        | 1         | КА+КЛ              | 5+3                | 0                  | -                    | -                    | -                    | -             | -             | -             | 37     | 1      |
| 1994–95                | «Челсі»                | ПЛ                     | 23        | 1         | КА+КЛ              | 3+2                | 0                  | КВК                  | 1                    | 0                    | -             | -             | -             | 29     | 1      |
| 1995–96                | «Челсі»                | ПЛ                     | 0         | 0         | КА+КЛ              | 0                  | 0                  | -                    | -                    | -                    | -             | -             | -             | 0      | 0      |
| 1996–97                | «Челсі»                | ПЛ                     | 0         | 0         | КА+КЛ              | 0                  | 0                  | -                    | -                    | -                    | -             | -             | -             | 0      | 0      |
| Усього за «Челсі»      | Усього за «Челсі»      | Усього за «Челсі»      | 52        | 2         |                    | 13                 | 0                  |                      | 1                    | 0                    |               | -             | -             | 66     | 2      |
| Усього за кар'єру      | Усього за кар'єру      | Усього за кар'єру      | 151+      | 14+       |                    | 13+                | 0+                 |                      | 1                    | 0                    |               | -             | -             | 185+   | 14+    |

### Статистика виступів за збірну
| Дата       | Місто          | Господарі         | Результат          | Гості             | Турнір                    | Голи | Примітки |
| ---------- | -------------- | ----------------- | ------------------ | ----------------- | ------------------------- | ---- | -------- |
| 18-11-1992 | Белфаст        | Північна Ірландія | 0 – 1              | Данія             | Відбір до ЧС 1994         | -    | 46'      |
| 30-1-1993  | Фінікс         | США               | 2 – 2              | Данія             | товариський матч          | 1    | 60'      |
| 24-2-1993  | Мар-дель-Плата | Аргентина         | 1 – 1 (5 – 4 п.п.) | Данія             | Кубок Артеміо Франкі 1993 | -    |          |
| 31-3-1993  | Копенгаген     | Данія             | 1 – 0              | Іспанія           | Відбір до ЧС 1994         | -    |          |
| 14-4-1993  | Копенгаген     | Данія             | 2 – 0              | Латвія            | Відбір до ЧС 1994         | -    |          |
| 28-4-1993  | Дублін         | Ірландія          | 1 – 1              | Данія             | Відбір до ЧС 1994         | -    |          |
| 2-6-1993   | Копенгаген     | Данія             | 4 – 0              | Албанія           | Відбір до ЧС 1994         | -    |          |
| 25-8-1993  | Копенгаген     | Данія             | 4 – 0              | Литва             | Відбір до ЧС 1994         | -    |          |
| 28-9-1993  | Тирана         | Албанія           | 0 – 1              | Данія             | Відбір до ЧС 1994         | -    |          |
| 13-10-1993 | Копенгаген     | Данія             | 1 – 0              | Північна Ірландія | Відбір до ЧС 1994         | -    |          |
| 9-3-1994   | Лондон         | Англія            | 1 – 0              | Данія             | товариський матч          | -    |          |
| 26-5-1994  | Копенгаген     | Данія             | 1 – 0              | Швеція            | товариський матч          | -    | ЖК       |
| 1-6-1994   | Осло           | Норвегія          | 2 – 1              | Данія             | товариський матч          | -    | 46'      |
| 12-10-1994 | Копенгаген     | Данія             | 3 – 1              | Бельгія           | Відбір до ЧЄ 1996         | -    | 76'      |
| Усього     |                | Матчів            | 14                 |                   | Голів                     | 1    |          |